# Larissa Avdeieva
Larissa Ivanovna Avdeieva ou Avdeeva (russe : Лариса Ивановна Авдеева), née le 21 juin 1925 à Moscou et morte le 10 mars 2013 dans cette même ville, est une mezzo-soprano soviétique et russe, qui joue au Théâtre Bolchoï pendant trente ans. Elle est honorée Artiste du peuple de l'URSS en 1964.

## Biographie
Larissa Ivanovna Avdeieva naît le 21 juin 1925 à Moscou dans une famille de chanteurs d'opéra. Bien qu'entourée de musique et jouant dans un Glee Club pour enfants dès l'âge de onze ans, Avdeieva veut d'abord étudier l'architecture. Après la Seconde Guerre mondiale, elle entre à l'université pour étudier la construction, mais après un an, elle se tourne vers la musique. Elle étudie au Théâtre académique musical de Moscou de 1945 à 1946 et commence à travailler, à partir de 1947, comme soliste au Théâtre musical Stanislavski de Moscou. Parmi les rôles qu'elle interprète figurent Olga dans Eugène Onéguine de Tchaïkovski, Varvara dans la première de Frol Skobeyev de Tikhon Khrennikov en 1950, Maîtresse de la Montagne de Cuivre dans la première en 1951 de Kamenniy tsvetok (basé sur l'histoire La Fleur de pierre (en)) de Kirill Molchanov (en) et le Kosovo dans la production de 1952 de V buryu (Into the Storm) de Khrennikov. Elle fait ses débuts au Théâtre Bolchoï en 1952, reprenant son précédent rôle d'Olga.
Elle est mezzo-soprano et devient rapidement la chanteuse principale de ces rôles, interprétant le Printemps dans La Fille de neiges de Nikolaï Rimski-Korsakov et Martha dans La Khovanchtchina de Modeste Moussorgski. Avdeieva excelle dans les rôles attribués par Rimski-Korsakov tels Ljubasha dans La Fiancée du tsar, Lel dans La Fille des neiges et Carmen dans l'opéra du même nom de Georges Bizet. Certains de ses rôles ultérieurs incluent la princesse dans L'Enchanteresse de Tchaïkovski, Konchakovna dans Le Prince Igor de Borodine, Akhrosimova dans Guerre et Paix de Prokofiev et le commissaire dans La Tragédie optimiste de Kholminov. Elle se produit également au Canada, en Europe, au Japon et aux États-Unis. Lors d'un voyage aux États-Unis en 1975, l'interprétation par Avdeieva de la comtesse dans Guerre et Paix est décrit comme « non seulement joué [mais] chanté superbement ».
En plus de ses 30 années de concerts avec le Bolchoï, Avdeieva enregistre pendant quatre décennies avec l'Orchestre Symphonique d'État de l'URSS, dirigé par son mari Eugène Svetlanov. Elle enregistre la Symphonie n°1 de Scriabine en mi majeur, op. 26 en 1969; Sea pictures & Symphony No. 2 d'Edward Elgar en 1977 ; Onéguine de Tchaïkovski en 1979 et Voina i mir de Prokofiev en 1983, parmi de nombreux autres titres. Avdeieva apparaît dans le film de 1951 Большой концерт (Grand Concert) et joue le rôle de Marina dans le film de 1954 Boris Godounov (en), tous deux réalisés par Vera Stroeva. En 1964, elle reçoit le titre d'Artiste du peuple de l'URSS.
Adveieva décède le 10 mars 2013 à Moscou.